# El desconocido
El desconocido is een Spaanse film uit 2015, geregisseerd door Dani de la Torre.

## Verhaal
Bankmanager Carlos (Luis Tosar) heeft twee kinderen, Marcos en Sara, en is getrouwd met Marta. Wanneer hij zijn vrouw een plezier wil doen en zijn kinderen naar school brengt, krijgt hij een anoniem telefoontje. De stem aan de andere kant vertelt hem dat er een bom in de auto ligt, en dat die zal afgaan wanneer Carlos of een van de kinderen uitstapt. Hij belooft de bom onschadelijk te maken in ruil voor een grote som geld.

## Rolverdeling
| Acteur              | Personage      |
| ------------------- | -------------- |
| Luis Tosar          | Carlos         |
| Javier Gutiérrez    | El desconocido |
| Goya Toledo         | Marta          |
| Elvira Mínguez      | Belén          |
| Fernando Cayo       | Espinosa       |
| Paula del Río       | Sara           |
| Marco Sanz          | Marcos         |
| Ricardo de Barreiro | Víctor         |
| María Mena          | Julia          |
| Antonio Mourelos    | Ángel          |
| Jason Redshaw       | David Park     |

## Ontvangst

### Recensies
Op Rotten Tomatoes geeft 100% van de 6 recensenten de film een positieve recensie, met een gemiddelde score van 6/10.

### Prijzen en nominaties
De film werd genomineerd voor acht Premios Goya, waarvan de film er twee won.
| Jaar | Evenement                       | Categorie                  | Genomineerde                                 | Resultaat   |
| ---- | ------------------------------- | -------------------------- | -------------------------------------------- | ----------- |
| 2016 | Premios Goya (30ste uitreiking) | Beste acteur               | Luis Tosar                                   | Genomineerd |
| 2016 | Premios Goya (30ste uitreiking) | Beste vrouwelijke bijrol   | Elvira Mínguez                               | Genomineerd |
| 2016 | Premios Goya (30ste uitreiking) | Beste origineel scenario   | Alberto Marini                               | Genomineerd |
| 2016 | Premios Goya (30ste uitreiking) | Beste debuterend regisseur | Dani de la Torre                             | Genomineerd |
| 2016 | Premios Goya (30ste uitreiking) | Beste montage              | Jorge Coira                                  | Gewonnen    |
| 2016 | Premios Goya (30ste uitreiking) | Beste productieontwerp     | Carla Pérez de Albéniz                       | Genomineerd |
| 2016 | Premios Goya (30ste uitreiking) | Beste geluid               | David Machado, Jaime Fernández, Nacho Arenas | Gewonnen    |
| 2016 | Premios Goya (30ste uitreiking) | Beste speciale effecten    | Isidro Jiménez, Pau Costa                    | Genomineerd |

## Remake
In 2017 werd bekendgemaakt dat er een Amerikaanse remake van de film wordt gemaakt met de naam Retribution en dat Liam Neeson  de hoofdrol zal spelen.